# Wettlauf ums Glück
Wettlauf ums Glück ist ein deutscher Stummfilm aus dem Jahre 1923 von Bruno Ziener. Die Hauptrollen spielen Colette Brettel und Ernest Winar.

## Handlung
Tibet im Winter. Eingebettet in eine schneebedeckte und windumtoste Gebirgslandschaft mit hungrigen Wölfen, die Schlitten und ihre Passagiere angreifen, und tibetanischen Mönchen, die auf Yak-Jagd gehen und ihren jahrhundertealten Traditionen und Riten nachgehen, als dramatische Beigaben, wird die allseits beliebte, wenngleich auch schlichte Geschichte von einer Frau zwischen zwei Männern in der Einöde nacherzählt. Sie ist die Tochter eines Missionars und wird von zwei Glücksrittern auf der Suche nach einer Goldmine begehrt, dem anständigen Barker, der mit seinem chinesischen Kumpel und Freund die Goldmine ausbeuten will, und dem schurkischen Nebenbuhler Francis. 
Erwartungsgemäß siegt bei diesem (wie der Filmtitel verheißt) Wettlauf ums Glück der Anständige der beiden, nachdem Francis zuvor versucht hatte, seinen Mitbewerber um die Gunst der jungen Frau ohne Schlitten und Pferd in der Einöde zurückzulassen. Die Missionarstochter findet nämlich den halberfrorenen Geliebten und rettet erst sein Leben und dann die ihm und seinem Chinesenfreund zustehende Goldmine. Während das Happyend die Eheschließung des Mädchens und Barkers sowie die des Chinesen und dessen Freundin vorsieht, endet der schurkische Francis erfroren in der Wildnis, wo eine Pilgergruppe auf der Suche nach dem heiligen Berg Buddhas dessen Leiche entdeckt. 

## Produktionsnotizen
Wettlauf ums Glück entstand Ende 1922/Anfang 1923 im winterlich verschneiten Riesengebirge, passierte die Filmzensur am 9. Mai 1923 und wurde fünf Tage später in Berlins Tauentzienpalast uraufgeführt. Der Sechsakter besaß eine Länge von 1967 Metern und wurde für die Jugend freigegeben. 
Die Filmbauten gestaltete Heinrich C. Richter. 
Die zahlreichen, in deutschen Filmen nur selten zu sehenden wilden Tiere wurden von Hagenbecks Tierpark, dem Familienunternehmen des Produzenten John Hagenbeck, zur Verfügung gestellt.
Für die Engländerin Colette Brettel war dies der erste deutsche Film. Sie und ihr Hauptdarsteller-Kollege Ernest Winar heirateten wenig später.

## Kritiken
Im Kino-Journal heißt es: „Herrliche Naturaufnahmen, grandiose Wiedergabe von Schneesturm, im Verein mit großartigen Tierszenen (Hagenbeck) sichern diesem Film lebhaftes Interesse.“
In der Filmwelt war folgendes zu lesen: “Die Szenen in dem chinesischen Oertchen sind trefflich wiedergegeben, interessant die religiösen Feste der Tibetaner und grandios-romantisch die winterlichen Naturbilder. Unter der vorzüglichen Regie Bruno Zieners entstand ein ausgezeichnetes, sehenswertes Werk, dem hervorragende europäische und chinesische Darsteller zum größten Erfolge verholfen haben.”
Die Murtaler Zeitung schrieb: „Die aus dem Leben gegriffene Handlung ist reich an schönen Momenten die Darstellung und Regie ganz hervorragend.“